# Shardlow
Shardlow est un village du comté de Derbyshire rattaché à la région des Midlands de l'Est, en Angleterre.